# Cosa sognano gli angeli
Cosa sognano gli angeli è un singolo del cantante italiano Lorenzo Andreaggi cantato in coppia con Irene Grandi, pubblicato il 27 novembre 2020 come quinto estratto dal primo album in studio Italia, America e ritorno diretto artisticamente da Narciso Parigi.

## Descrizione
Il singolo è una ballata melodica. Il testo è stato scritto da Narciso Parigi e la musica da Luciano Della Santa. L'arrangiamento è stato curato da Bruno Scantamburlo.

## Video musicale
Il videoclip è stato reso disponibile il 27 novembre 2020 sul canale YouTube del cantante. Il video è ambientato nel Teatro dei Dovizi di Bibbiena dove Lorenzo Andreaggi e Irene Grandi interpretano due angeli eterei vestiti da clochard che si alternano sul palcoscenico con abiti eleganti.  Il teatro è privo di pubblico, mentre in platea e sui palchi i musicisti Leonardo Martera, Fabrizio Mocata e Bruno Scantamburlo suonano con i loro strumenti.